# S/S Kurtulus
S/S Kurtulus var ett turkiskt lastfartyg som deltog i  Röda korsets lejdtrafik till Hungersnöden i Grekland  1941-1944. Denna var orsakad av occupation, blockad och missväxt.
Kurtulus var det första fartyget som sattes in I hjälpsandningarna. Hon anlände I oktober 1941. 
Kurtulus hann göra fem resor mellan Istanbul och Pireus, innan hon gick på grund I Marmarasjön och sjönk.